# 天主教阿威羅教區
天主教阿威羅教區（拉丁語：Dioecesis Aveirensis），是葡萄牙一個天主教教區，屬布拉加總教區。
現任教區為主教為安多尼奧·弗朗西斯科·桑托斯。2011年，有274,400名教友，估轄區總人口87.2%，有101個堂區、97名司鐸、24名終身執事、17名修士、161名修女。
教區成立於1774年4月12日，1881年9月30日撤銷，1938年8月24日恢復。